# Иганя-Баш
Иганя-Ба́ш — деревня в Сармановском районе Татарстана. Входит в Иляксазское сельское поселение.

## География
Деревня расположилась на берегах небольшой реки Иганя-Суа, у её истоков (2 родника). Несколько северо-восточнее деревни на реке устроен водоём. Впоследствии, ещё севернее, Иганя-Суа впадает в реку Иганя. Юго-западнее, на возвышенности, берут своё начало ещё несколько рек — Сармаш (течёт на запад), Холодный Ключ (течёт на юго-запад) и др.
Иганя-Баш расположена в лесостепной зоне. Относительно крупный лесной массив, составленный преимущественно берёзой и осиной, находится на западе и юго-западе, на возвышенности, в районе истоков речки Сармаш. На его юго-восточной опушке — урочище Моховое Болото, где действительно есть небольшое болото. У его северной опушки, немного на северо-запад от деревни — урочище Калиновка. За Калиновкой, в степи, расположен исток ручья Басарский, текущего на запад.
Единственная относительно благоустроенная просёлочная дорога, уходя от деревни на северо-восток, связывает её с центром сельского поселения селом Иляксаз (5,7 км от деревни) и, затем, с районным центром селом Сарманово (7,2 км). На востоке — деревня Муртыш Баш. На севере — деревня Саях. На западе, за лесом — село Сармаш-Баш (Заинский район). На юго-западе, за Моховым Болотом — нежилой населённый пункт Николаевка.
На юге от деревни Иганя-Баш ведутся активные работы по нефтедобыче на Ромашкинском нефтяном месторождении — имеются нефтяные скважины, насосные станции, групповые установки (для насосной эксплуатации скважин), групповые замерные установки (для учёта добываемых из скважин нефти и газа), проложены нефтепроводы. 2 нефтепровода проходят также к западу от деревни.

## История
Деревня основана в 1923 году выходцами из села Иляксаз, входила в Сармановскую волость Мензелинского кантона Татарской АССР, находясь, первоначально, в составе Иляксазовского сельсовета. Всего на берегах реки Иганя-Суа было размещено, по некоторым данным, до 90 хозяйств. В 1924 году в деревне Иганя-Баш был создан отдельный сельсовет, в 1931 году вновь объединённый с Иляксазовским сельсоветом (уже в рамках Сармановского района, образованного 10 августа 1930 года).
Имеются данные, что в 1930—1960-х годах в деревне существовал колхоз «Электро». В наши дни жители деревни продолжают заниматься полеводством, молочным скотоводством.

## Население
По данным переписи 2010 года, в деревне проживали 64 человека (приблизительные данные: 44 % — мужчины, 56 % — женщины), 100 % населения составляли татары. Подавляющее большинство населения составляют граждане старше трудоспособного возраста.
По данным переписи 2002 года, в деревне проживало 80 человек (34 мужчины, 46 женщин), 99 % населения составляли татары.
Численность населения в 1920—1980-х годах
| 1926 | 1938 | 1949 | 1958 | 1970 | 1979 | 1989 |
| ---- | ---- | ---- | ---- | ---- | ---- | ---- |
| 410  | 449  | 326  | 333  | 291  | 228  | 135  |

## Инфраструктура
- Фельдшерско-акушерский пункт
- Клуб на 100 мест
- Магазин
- Кладбище[3]
- Артезианская скважина[7]
- Водонапорная башня
- Газорегуляторный пункт[12]

Жилой фонд деревни составляет 900 м², по состоянию на 2011 год.